# John Kricfalusi
Michael John Kricfalusi (Chicoutimi, Quebec; 9 de septiembre de 1955), más conocido como John Kricfalusi o simplemente John K., es un animador canadiense. Es el cocreador de Ren y Stimpy y The Ripping Friends, y fundador del estudio de animación Spümcø.

## Biografía

### Primeros años
Aunque nació en Canadá, Kricfalusi pasó gran parte de su infancia en Alemania y Bélgica, dado que su padre era miembro de la fuerza aérea. A los siete años de edad regresó con su familia a su país natal, donde veía las series animadas de Hanna-Barbera por televisión e intentaba dibujar sus personajes. Mientras estudiaba en el Sheridan College, se interesó por los dibujos animados de Bob Clampett, Tex Avery y Chuck Jones. Una vez egresado se mudó a Los Ángeles con el objetivo de convertirse en animador.

### Carrera
Tras mudarse a Los Ángeles conoció a Milton Gray, quien entonces trabajaba en el estudio Filmation. Kricfalusi asistió a unas clases de animación que Gray daba durante las noches y comenzó a trabajar en el mismo estudio. Su primer cortometraje animado fue Ted Bakes One, que produjo junto a Bill Wray en 1979. Durante estos años trabajó en diversos proyectos de Filmation y Hanna-Barbera, creando nuevas versiones de dibujos animados clásicos como Tom y Jerry, Los Supersónicos, Droopy y Súper Ratón. Kricfalusi se limitó a seguir las instrucciones de los estudios, con las que no estaba de acuerdo. El animador fue "rescatado" a mediados de los años 1980 por el director Ralph Bakshi, quien le propuso iniciar un nuevo estudio de animación. Uno de sus primeros proyectos fue una película llamada Bobby's Girl, que fue cancelada por Tristar.
En 1986 trabajó en el vídeo musical de la canción "Harlem Shuffle" de The Rolling Stones. Su proyecto más famoso bajo las órdenes de Bakshi fue la serie Mighty Mouse: The New Adventures, basada en el clásico personaje de Terrytoons Súper Ratón. La versión de Bakshi y Kricfalusi era en algunos aspectos más creativa que la original, pero considerablemente más extraña. La serie fue emitida por CBS, pero después de dos temporadas con quejas de los televidentes debido al contenido de algunas escenas (especialmente una en la que Súper Ratón inhalaba pólvora para luego usarla como arma) obligaron a la cadena a cancelarla. John K. también trabajó en otra serie animada llamada Galaxy High, donde diseñó algunos extraterrestres. Tiempo después trabajó junto a Jon McClenahan, Mike Kazaleh, Jim Smith y Eric Stefani en los créditos animados de la película Troop Beverly Hills (1989).
Kricfalusi fundó el estudio de animación Spümcø International con sus compañeros Jim Smith, Bob Camp y Lynne Naylor, y crearon la controvertida serie Ren & Stimpy Show. Spümcø vendió el programa a Nickelodeon en 1988, pero tras varios años de discusiones con los ejecutivos de la cadena sobre el contenido de la serie, Kricfalusi fue despedido de la producción del programa en septiembre de 1992, dejando la producción en manos de Nickelodeon y Games Animation.
Desde entonces, Kricfalusi ha trabajado en varios proyectos incluyendo vídeos musicales de Björk y Tenacious D, algunos dibujos animados del Oso Yogi (como Boo-Boo and the Man y Boo Boo Runs Wild), dos dibujos animados de Los Supersónicos (Father & Son Day y The Best Son), una serie para Internet (Weekend Pussy Hunt) y la serie de Fox Kids The Ripping Friends. Más adelante escribió y dirigió una nueva serie de Ren & Stimpy para adultos para Spike TV, una cadena que le otorgó al animador mayor libertad para trabajar con los temas extraños que lo caracterizan. Sin embargo, después de sólo 6 de 10 episodios, el programa fue cancelado.
Kricfalusi proporciona varios comentarios en los volúmenes 2 y 3 de la colección dorada de Looney Tunes (los DVD presentan dibujos animados clásicos de Looney Tunes y Merrie Melodies) y aparece también en los bonus.
El 13 de febrero de 2006 Kricfalusi comienza su propio weblog, All kinds of stuff. El 26 de septiembre sale a la venta el álbum con DVD de "Weird Al" Yankovic, Straight Outta Lynwood, del cual uno de los videos ("Close But No Cigar") fue animado por Kricfalusi.
En 2011 fue contactado por Matt Groening y Al Jean, quienes le propusieron crear un gag del sofá para uno de los capítulos de la serie Los Simpson, inspirados por el trabajo que había hecho Banksy meses atrás. La idea de los productores era que les enviara un guion gráfico para que el equipo de animación de la serie lo utilizara como guía. Sin embargo, Kricfalusi decidió trabajar directamente en la animación, sosteniendo que en su trabajo "la forma en que suceden las cosas es más importante que lo que está sucediendo". La secuencia fue incluida al comienzo del episodio "Bart Stops to Smell the Roosevelts", estrenado el 2 de octubre de 2011. En 2015 volvió a dirigir una presentación para la serie, esta vez para el especial de Halloween "Treehouse of Horror XXVI".
Kricfalusi dirigió unas secuencias animadas para Bangerz Tour, una gira musical de la cantante Miley Cyrus que comenzó en febrero de 2014.

## Controversias

### Acusaciones de acoso y abuso sexual de menores
A mediados de 2018, John Kricfalusi fue acusado por dos mujeres de haberlas acosado sexualmente entre 1994 y 1997, cuando ambas eran menores de edad. El primer caso fue de Robyn Byrd, quien afirmó haber conocido a Kricfalusi en 1994 cuando tenía 13 años de edad, luego de que ella le hubiera enviado un video de animación por correo, con el fin de que este apoyara su deseo de convertirse en animadora. Él le respondió que tenía talento, por lo que le envió cartas y juguetes, más que se hiciera una cuenta en AOL para mantenerse en contacto e incluso visitó a Byrd en su casa ubicada en Tucson, Arizona. Luego de ello, en 1997, cuando Byrd tenía 16 años, Kricfalusi la llevó a Los Ángeles, California, para que visitara su estudio, Spümcø, y hablaran de su futuro. Durante ese viaje, Byrd declaró que Kricfalusi la llevó a una habitación con una puerta correriza de vidrio que conducía a su piscina, donde la manoseó en sus genitales a través de su pijama, mientras ella permanecía recostada sobre una manta que él había colocado en el suelo. A pesar de ese abuso, Byrd regresó nuevamente a Los Ángeles al año siguiente, donde comenzó a vivir y tener un noviazgo con Kricfalusi, quien en ese momento tenía 42 años y ella 17 años. Finalmente, en 2000, Byrd y Kricfalusi se separaron de forma temporal, y de forma permanente en 2002, donde la reportera Ariane Lange declaró que ''al final, ella huyó de la animación para alejarse de él''.
El segundo caso fue de Katie Rice, quién entre 1995 y 1996, y al igual que Byrd, ella mantenía contactos con Kricfalusi a través del sitio AOL, donde declaró que él la acosaba sexualmente, mediante mensajes subidos de tono e incluso que Kricfalusi se masturbaba mientras hablaban por teléfono. En 2000, cuando Rice tenía 18 años, Kricfalusi le ofreció trabajo como animadora en Spümcø, pero mientras trabajó allí, fue víctima de constantes acosos de índole sexual por parte del animador, tales como esperarla desnudo en la oficina que estaba en su casa, y aseguró que encontró pornografía infantil en el computador de Kricfalusi. Tanto Byrd como Rice, al contactarse en 2008 y posteriormente realizar la denuncia, declararon que mantuvieron sus experiencias en privado porque temían que Kricfalusi iba a ser defendido por muchas personas, y que nadie se tomaría en serio las denuncias.
Ante esas denuncias, el abogado de Kricfalusi admitió que el animador mantuvo una relación amorosa con una menor de 16 años, pero que esto fue producto de una crisis emocional y mental que padeció cuando fue despedido de Nickelodeon, y junto con ello, Ren y Stimpy. Agregó también, que en 2008 se le dianogsticó problemas mentales, los cuales él los lidiaba consumiendo altas cantidades de alcohol, pero después recibió tratamiento médico, por lo que el abogado concluye que Kricfalusi es una persona completamente distinta a la de los 90. Kricfalusi también negó la acusación de acoso sexual por parte de Rice, quién a través de su abogado, declaró que la relación romántica que sentía el animador fue cuando la compañía cerró, cuando Rice ya no era su empleadora.
Ambas fueron las primeras acusaciones públicas realizadas contra el animador, pero a partir del testimonio de varios antiguos empleados de Spümcø, afirmaron que Kricfalusi ya poseía un largo historial de acoso hacia artistas y adolescentes. Añadiendo, tres exempleados de la compañía afirmaron que Kricfalusi les había mostraron imágenes sexualmente explícitas de Byrd, cuando era menor de edad; el abogado de Kricfalusi negó que el animador poseía pornografía infantil.